# خرمشاهی (نام خانوادگی)
خرمشاهی نام خانوادگی افراد زیر است:
- بهاءالدین خرمشاهی، مترجم و پژوهشگر ایرانی
- محمد خرمشاهی، طنزپرداز ایرانی
- حسن خرمشاهی، از فعالان جبهه ملی ایران
- عبدالصمد خرمشاهی، فعال حقوق بشر، حقوق‌دان و وکیل ایرانی